# Borough of Brentwood
Brentwood ist ein Verwaltungsbezirk mit dem Status eines Borough in der Grafschaft Essex in England. Im Westen grenzt er an Greater London.
Der Bezirk wurde am 1. April 1974 gebildet und entstand aus der Fusion der Urban Districts Brentwood und Chelmsford sowie eines Teils des Rural District Epping and Ongar. Er hatte zunächst den Status eines District und wurde am 27. April 1993 durch ein königliches Dekret zum Borough erhoben.
Er ist nach der Stadt Brentwood benannt, die auch Verwaltungssitz ist. Ursprünglich hieß das Gebiet jedoch „Burnt Wood“ (verbranntes Holz), nach den weiten Waldflächen, in denen Köhler einst Holzkohle herstellten. Noch heute ist die Gegend von Wäldern bedeckt, darunter Shenfield Common, Hartswood, Weald Country Park und Thorndon Country Park.

## Orte im Borough
| - Blackmore - Brentwood - Childerditch - Doddinghurst - Fryerming - Great Warley - Herongate - Hutton - Ingatestone - Ingrave | - Kelvedon Hatch - Little Warley - Pilgrims Hatch - Mountnessing - Navestock - Stondon Massey - Shenfield - West Horndon |

Koordinaten: 51° 36′ N, 0° 18′ O